# Trittico di Mérode
Il Trittico di Mérode è un dipinto di Robert Campin, olio su tavola (129x64,50 cm) conservato nel Metropolitan Museum di New York, nella sezione The Cloisters, e databile al 1427.

## Descrizione e stile
Il trittico, formato tipico della produzione di Campin, poteva essere chiuso, ed era probabilmente destinato alla devozione privata. La scena centrale mostra l'Annunciazione, mentre gli scomparti laterali mostrano i due committenti inginocchiati e San Giuseppe al lavoro.
La scena dell'Annunciazione è ambientata in un interno borghese disegnato con estrema cura e attenzione ai dettagli della quotidianità. La luce è nitida e invita a soffermarsi sugli innumerevoli particolari, all'insegna di una lettura lenta del dipinto che rivela sempre nuove sorprese. La prospettiva contiene ancora incertezze, come si vede nel piano del tavolino che è impostato secondo un'intuitiva prospettiva ribaltata, oppure nel pavimento molto ripido.
Le due figure sacre, senza aureola, sono in primo piano e mostrano l'attimo immediatamente precedente all'annuncio vero e proprio, quando Maria è ancora immersa nella lettura del libro e l'Angelo sembra incedere nella ricerca delle parole giuste con cui presentarsi. Tra gli innumerevoli dettagli si vedono, da sinistra:
- Una figuretta del Cristo che scende con i raggi di sole dalla finestra, simbolo dell'Incarnazione;
- Il paiolo di rame appeso in una nicchia-pozzo, dai perfetti riflessi di luce sia nel metallo che nel liquido;
- Un panno steso tramite una mensola mobile;
- La finestra aperta dalla quale filtra la luce cristallina, con in alto la vetrata con gli stemmi dei committenti;
- Il camino con una candela accesa, simbolo dell'amore divino che spesso compare nelle annunciazioni;
- La panca lignea con animaletti intagliati sugli spigoli
- Sul tavolo si trovano un libro, simbolo delle Sacre scritture che si avverano nell'Incarnazione di Cristo, una brocca in maiolica con dei gigli, simbolo di purezza della Vergine, e una candela appena spenta, probabilmente per effetto dell'arrivo dell'Angelo.

La Vergine indossa una veste rossa mentre l'Angelo  un ampio manto chiaro: entrambe le vesti ricadono a terra formando pieghe ampie e scultoree, ispirate alle figure vigorose dello scultore Claus Sluter, che ebbero influenza anche su Jan van Eyck.
L'uso della luce è già tipico della pittura fiamminga, con una grande cura alla resa dei dettagli ed al diverso "lustro" (riflesso) che i materiali producono, dalla colla in metallo, alla stoffa, ai morbidi capelli della Vergine.
Le stesse caratteristiche di luce e spazio si ritrovano anche nei pannelli laterali, unificati con la stessa linea dell'orizzonte alta (che dà il tipico effetto avvolgente delle opere fiamminghe). La scena di sinistra è ambientata all'esterno, sullo sfondo delle mura di un castello, mentre quella di destra è ambientata nel laboratorio di Giuseppe, con una brulicante città fiamminga del Quattrocento visibile dalle finestre sullo sfondo.

## Dettagli

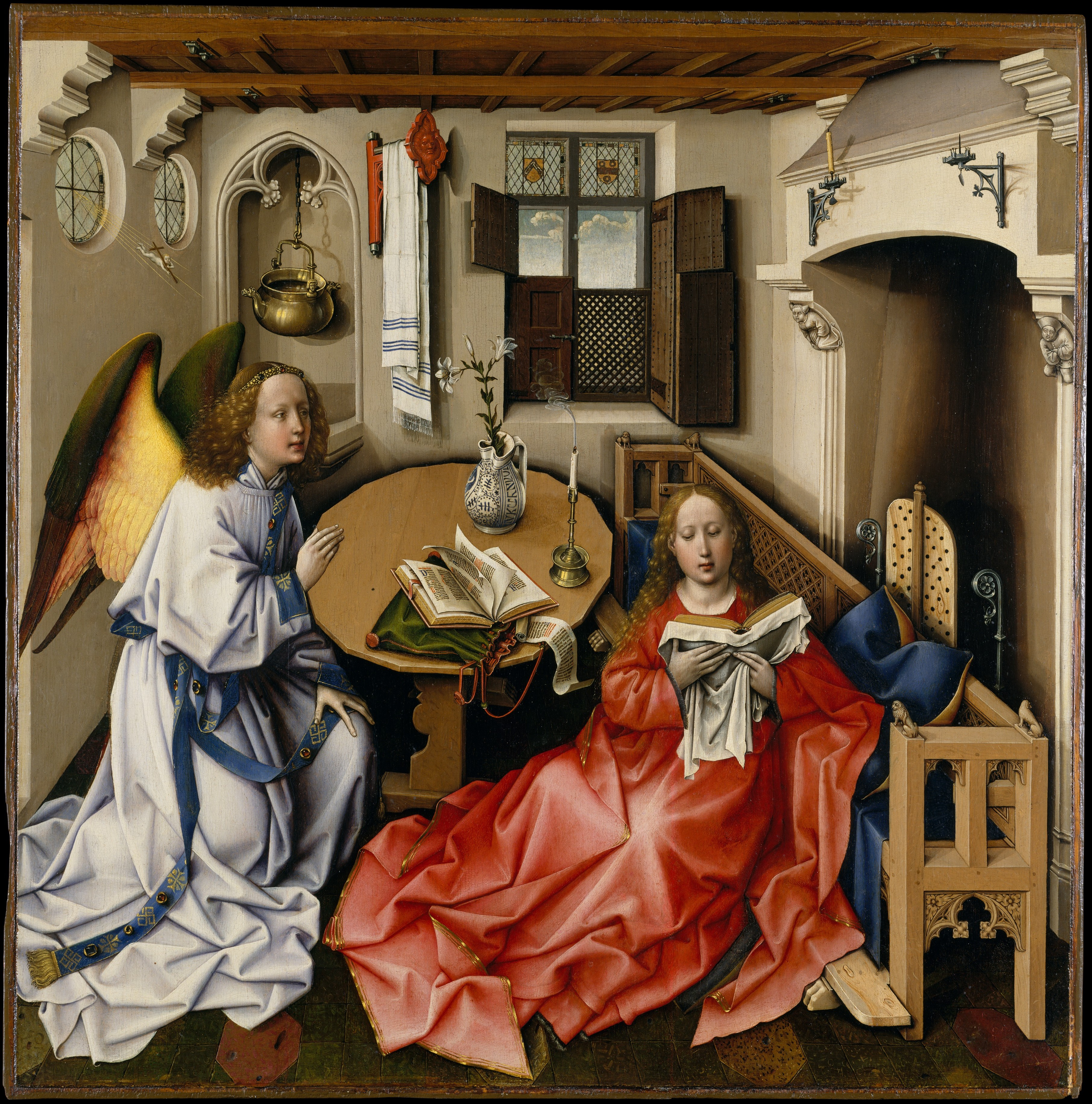
Mezzo
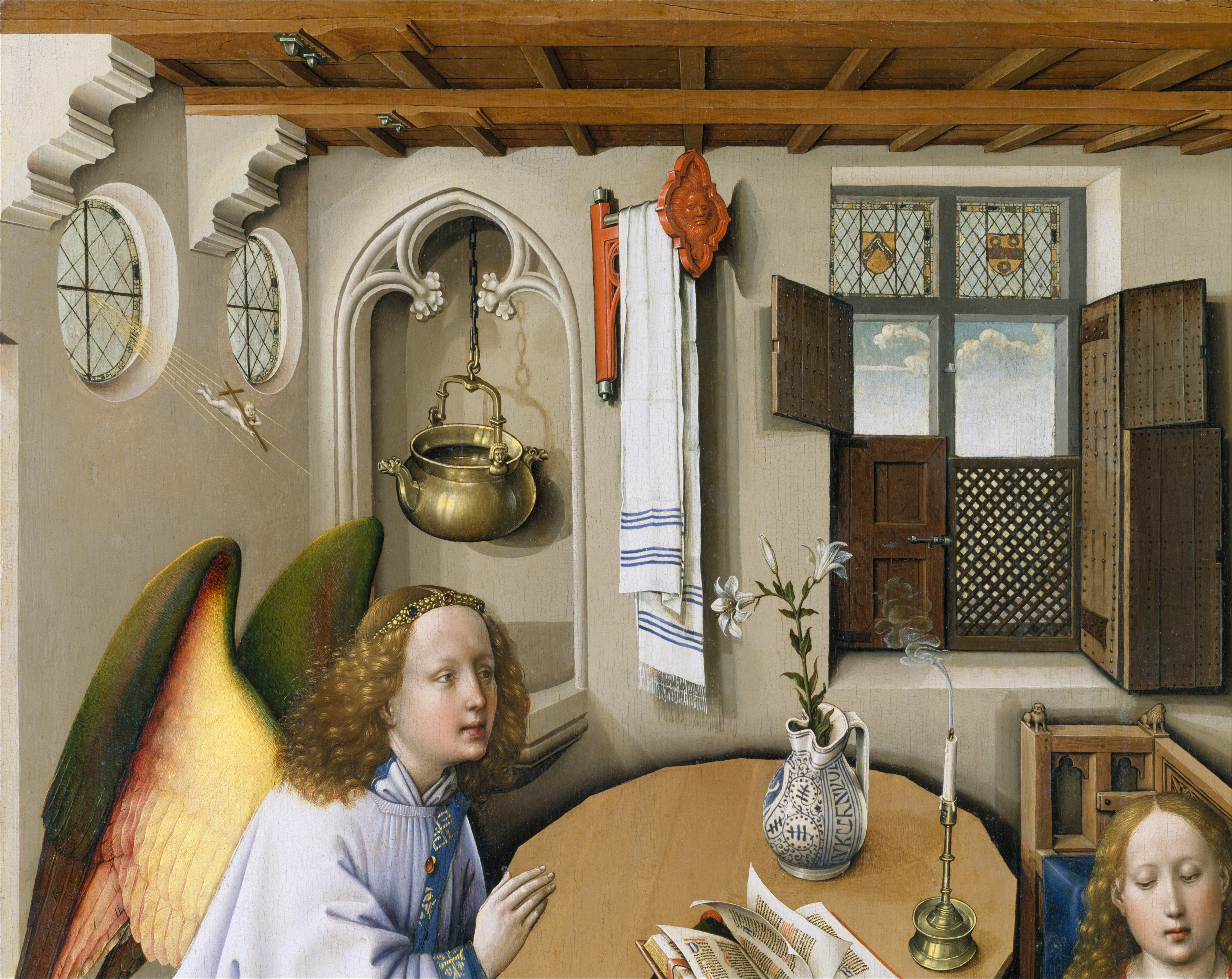
Mezzo
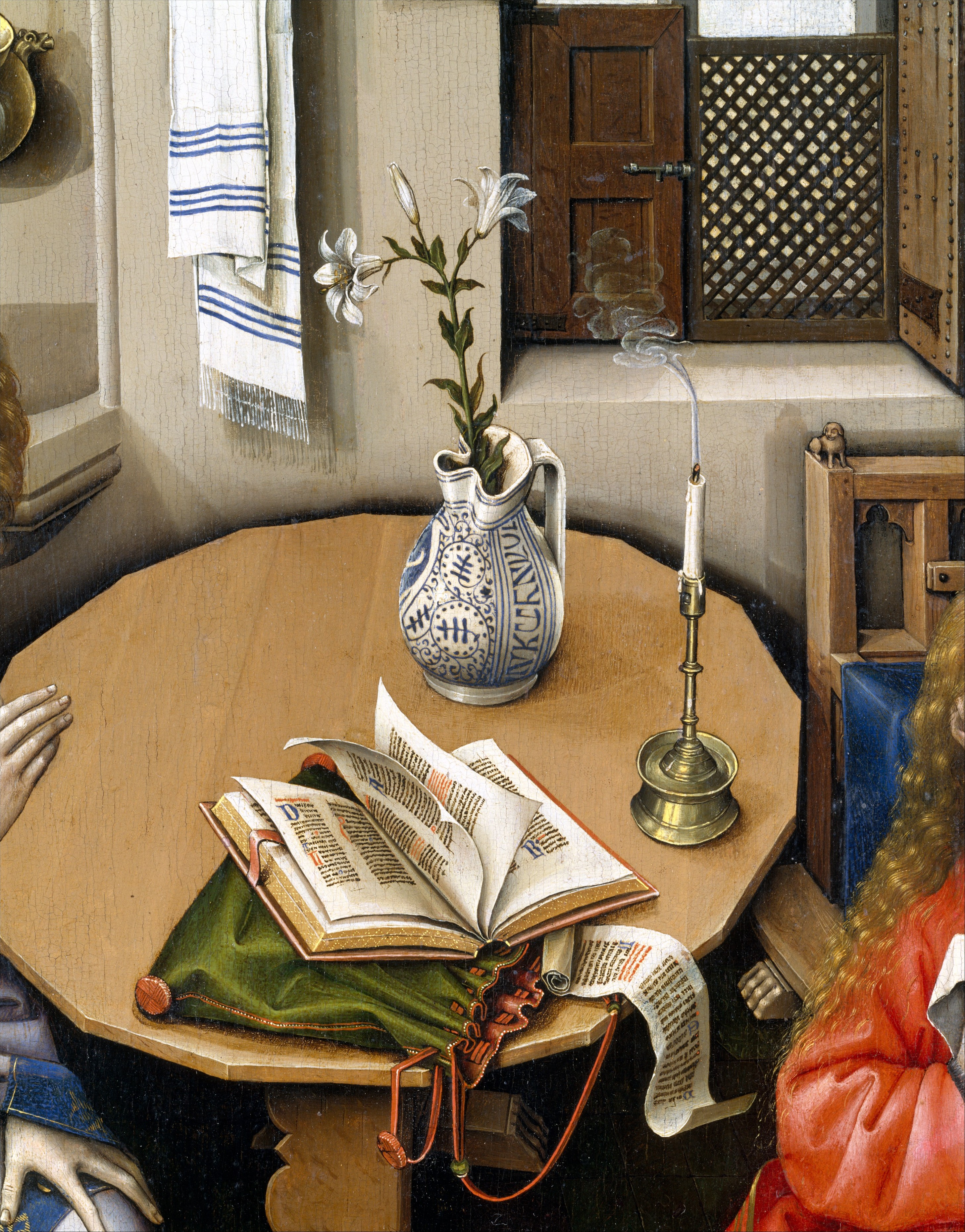
Mezzo
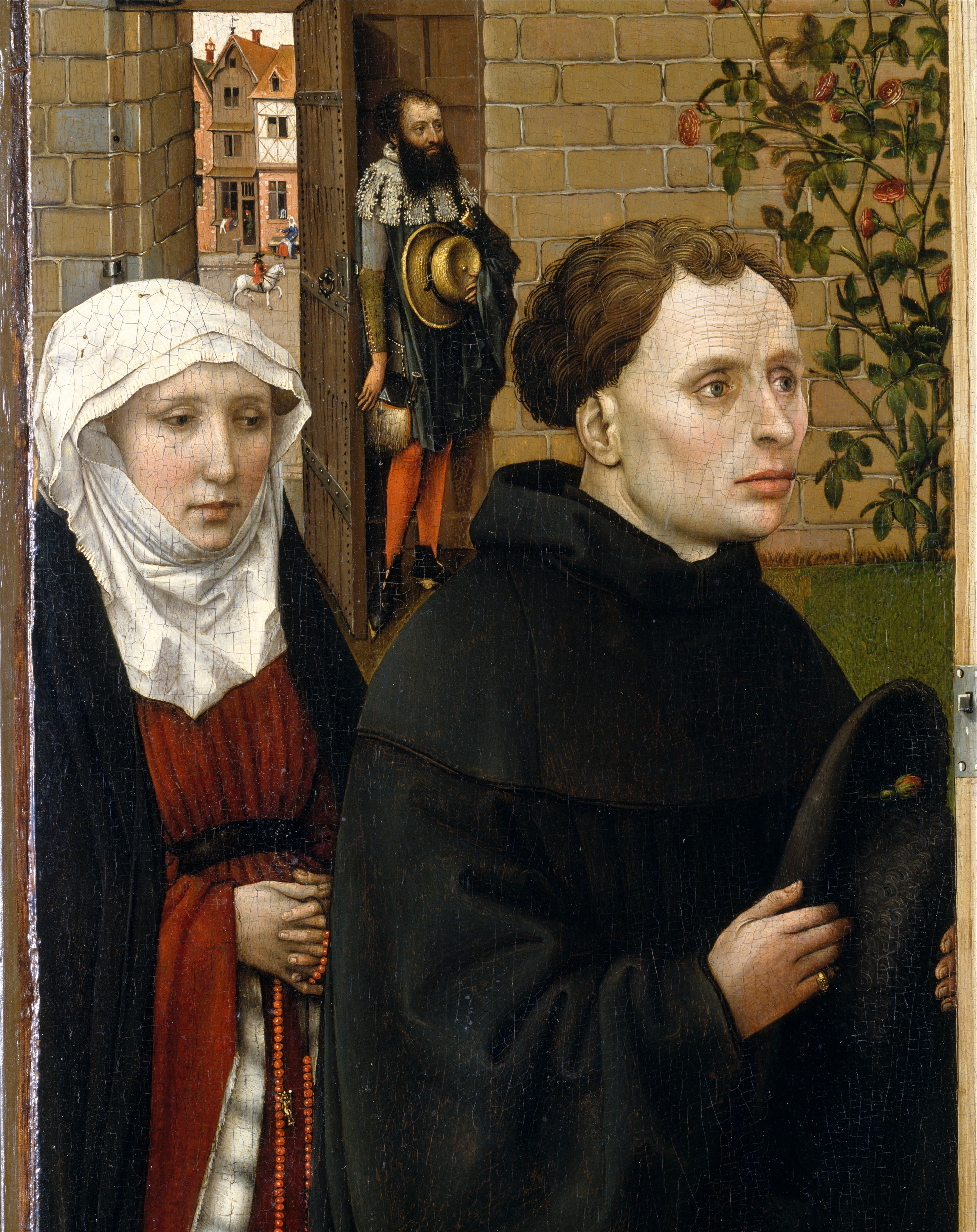
Sinistro
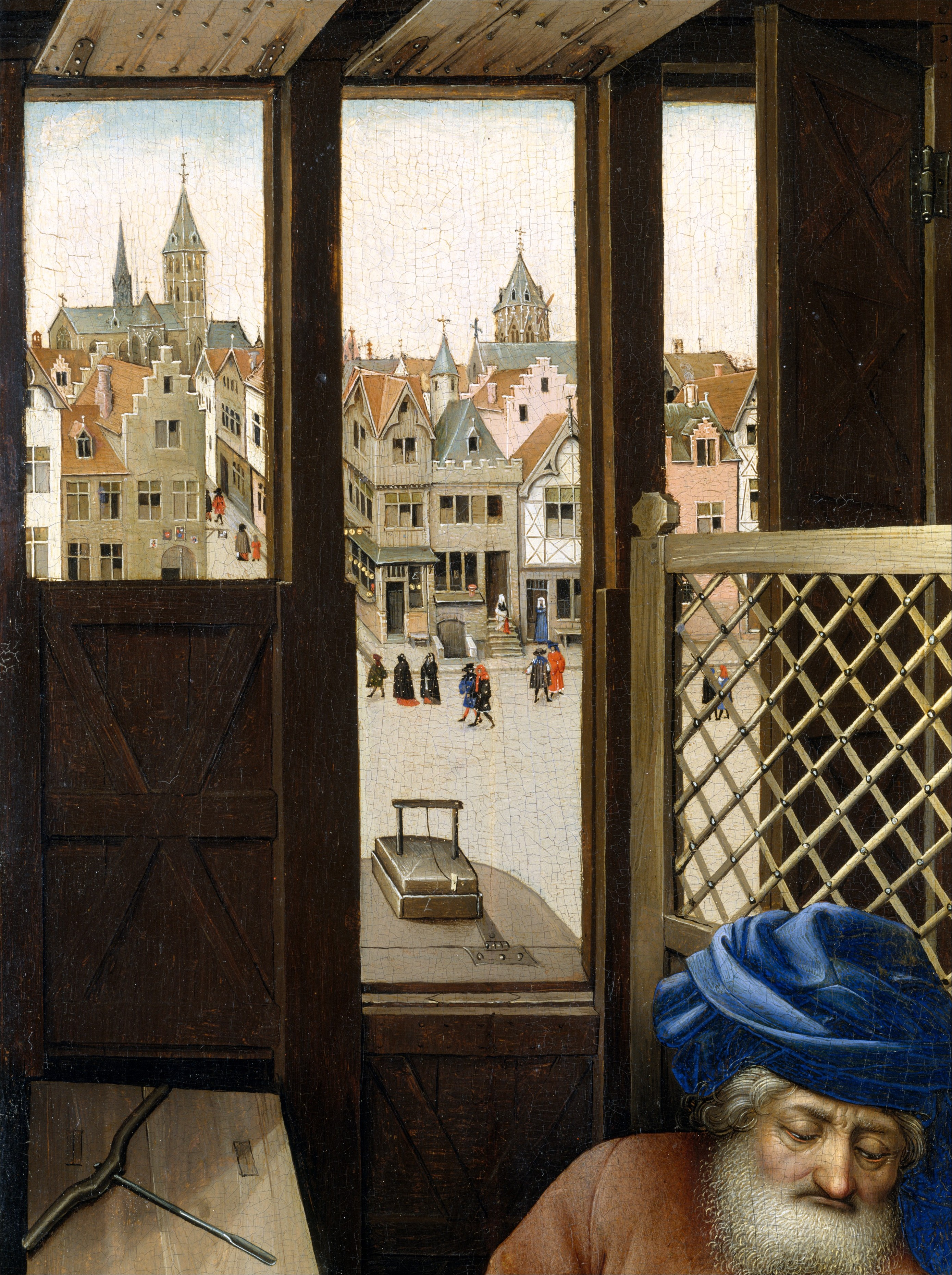
Destro
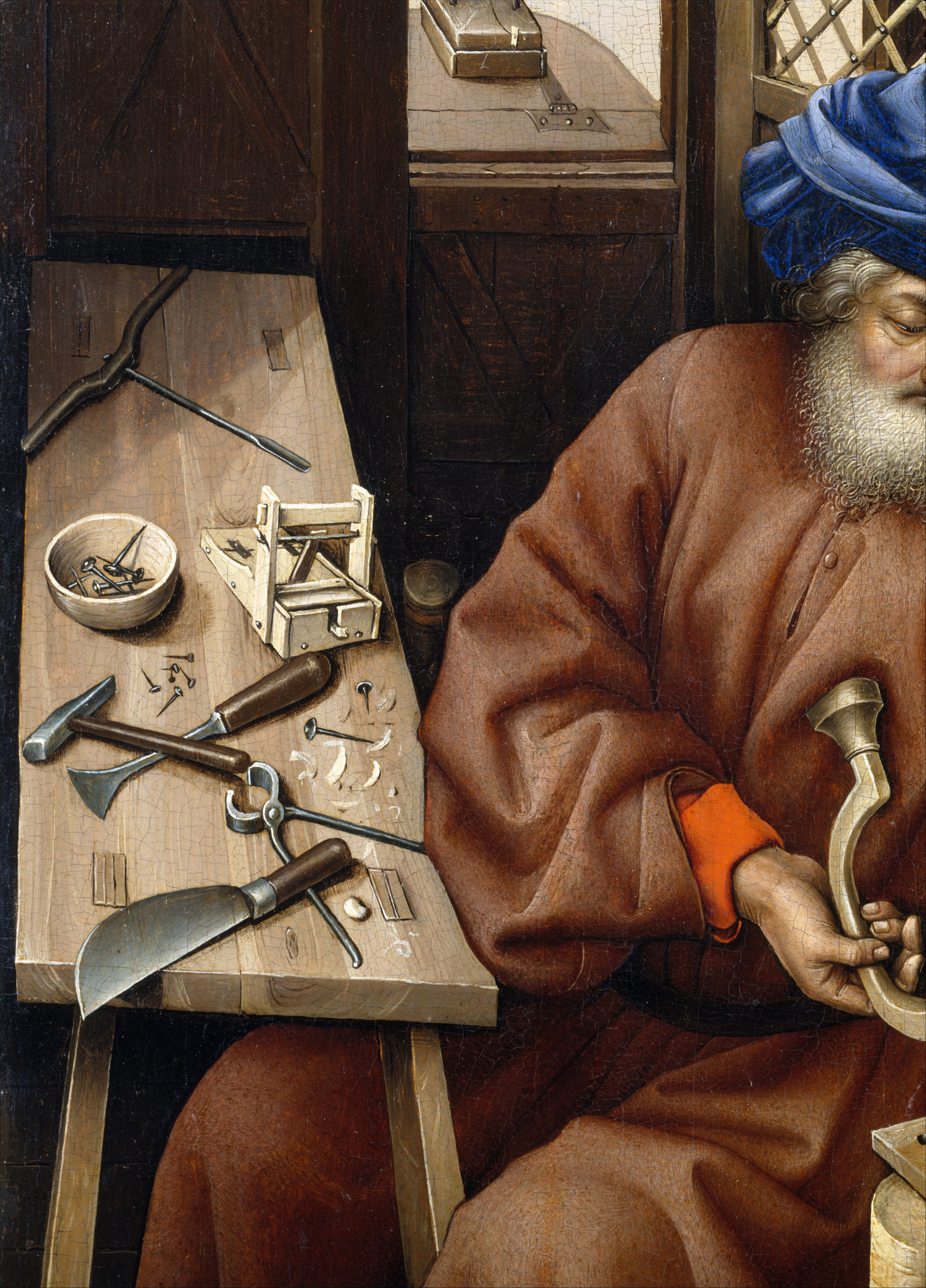
Destro
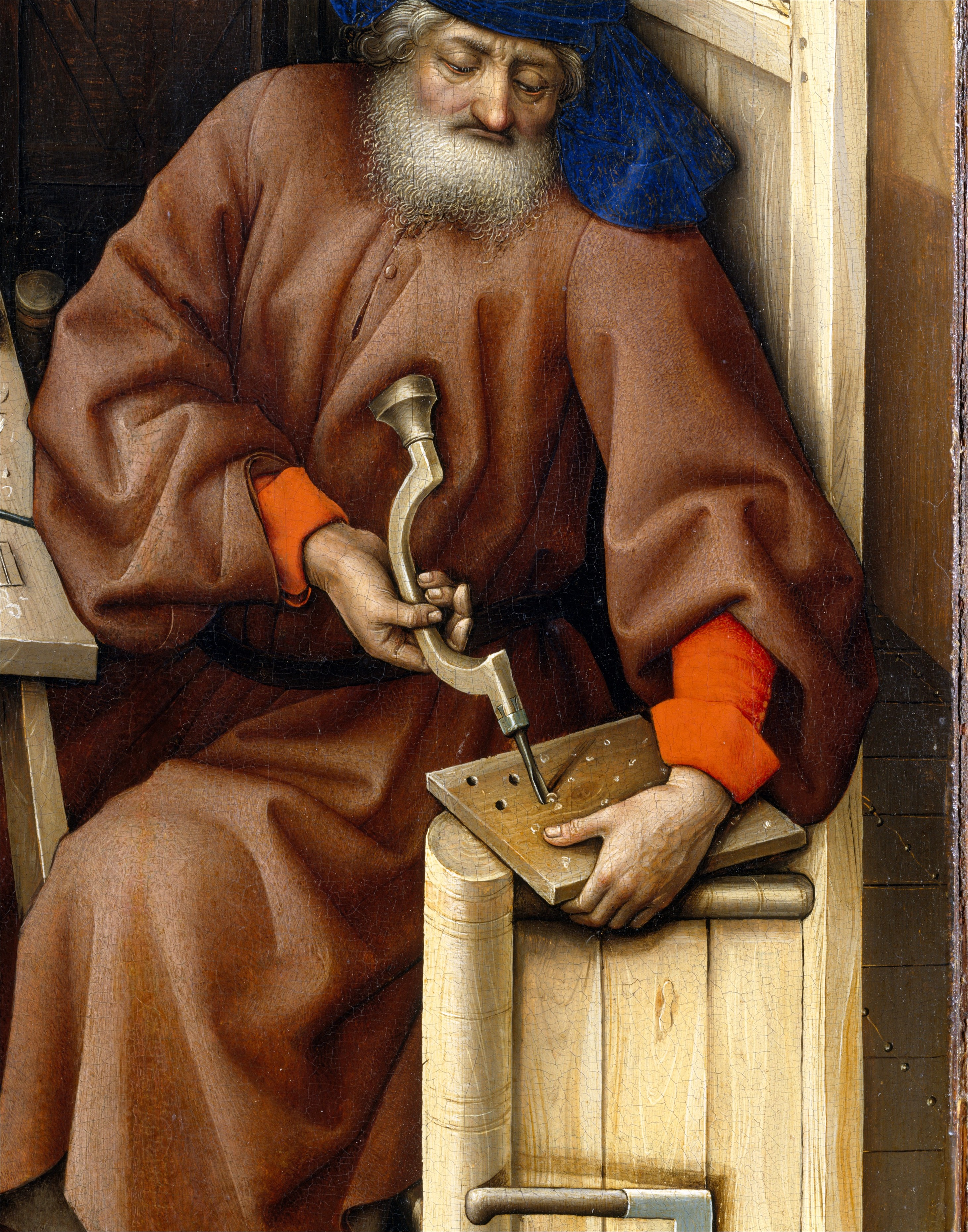
Destro